# Adolf Thiele (Mediziner)
Adolf Eberhard Thiele (* 11. November 1867 in Halberstadt; † 22. Dezember 1933 in Frankfurt am Main) war ein deutscher Arzt und Medizinalbeamter. Er war Autor mehrerer Theaterstücke und besaß eine bedeutende Sammlung von Kunstwerken der Moderne des beginnenden 20. Jahrhunderts.

## Leben
Thiele studierte Medizin an der  Friedrichs-Universität Halle und der Universität Leipzig. Er wurde Mitglied des Corps Palaiomarchia Halle (1888) und des Corps Guestphalia Leipzig (1890). In Leipzig wurde er 1892 zum Dr. med. promoviert. Nachdem er in der Poliklinik der Leipziger Orthopädie bei Theodor Kölliker gearbeitet hatte, war er in Chemnitz erst praktischer Arzt und dann hauptamtlicher Erster Stadtschularzt. 1919 wurde er zum Landesgewerbearzt und  vortragenden Rat im Sächsischen Arbeitsministerium ernannt. Nach der Novemberrevolution war er Ministerialrat und Referent für Gesundheitsfürsorge und Gewerbehygiene im Sächsischen Arbeits- und Wohlfahrtsministerium. Eingehend befasste er sich mit Martin Pansa. Auch in Dresden beschränkte sich sein Wirken nicht ausschließlich auf den Beruf. Er war u. a. stellvertretender Vorsitzender des Hygienemuseums in der sächsischen Landeshauptstadt.
Ab 1900 veröffentlichte Thiele im Feuilleton-Teil der Zeitung Chemnitzer Neueste Nachrichten Artikel über Kunst und Jugenderziehung. Bereits vorher hatte er sich dem Medium der Fotografie als Vorsitzender des Amateurfotografenvereins Chemnitz verschrieben.
Als Freund und Förderer von Kunst und Künstlern war Thiele Ehrenmitglied der 1907 von ihm initiierten und bis 1933 bestehenden Künstlergruppe Chemnitz sowie passives Mitglied der Dresdner Künstlergruppe Brücke. Verschiedene Ausstellungen der Kunsthütte Chemnitz zeigten Leihgaben aus seiner Privatsammlung, darunter Gemälde von Carl Hofer, Ernst Ludwig Kirchner, Max Pechstein, Karl Schmidt-Rottluff, Martha Schrag und Gustav Schaffer. Mit Gustav Schaffer und Martha Schrag verband ihn eine lebenslange Freundschaft, die sich in verschiedenen gemeinsamen Buchpublikationen niederschlug. 1909 erhielt er die erste von Karl Schmidt-Rottluff gezeichnete Postkarte.

## Ehrungen
- Honorarprofessor
- Geheimer Medizinalrat (1919)

## Werke
- Heilung? Soziales Drama in fünf Akten. Leipzig 1894.
- Blutentziehungen insbesondere der Aderlass, ihre Technik und Anwendung in der modernen Therapie. Leipzig 1896.
- Vorbeugungs- und Verhaltungsmassregeln bei Diphtheritis: Ein Vorschlag zur praktischen Prophylaxe der Diphtherie. München 1896.
- Hinauf zur bildenden Kunst! Laiengedanken von Adolf Thiele. Separat-Abdruck aus den Chemnitzer Neuesten Nachrichten. Selbstverlag des Verfassers, Chemnitz 1901.
- Kunstförderung in der Provinz. Der Flugschrift: „Hinauf zur bildenden Kunst“ zweiter Teil. Verlag v. Hermann Seemann Nachfolger, Leipzig 1902
- Der Herr über Leben und Tod. Schauspiel in drei Akten. Berlin/Leipzig 1908.
- Die Ahrsdorfer Frau . Lustspiel in drei Akten, 1910/11
- mit Gustav Schaffer (Zeichnungen): Die Schwindsucht. Ihre Ursachen und Bekämpfung gemeinverständlich dargestellt. Verlag des Deutschen Zentral-Komitees zur Bekämpfung der Tuberkulose, Berlin 1915.
- Ernährung und Gesundheit, besonders in der Kriegszeit. Zum Besten der Kriegsfürsorge des Vereins zur Bekämpfung der Schwindsucht in Chemnitz und Umgebung. Nach den neuesten Forschungen. Chemnitz 1916.
- Gustav Adolf Schaffer. Eigenverlag des Autors, o. O. [Chemnitz], 1918.
- Hygiene der Arbeit, die Grundlage der Arbeitsrationalisierung. Dresden 1920.
- Die neue Erziehung – Werden und Wesen der Leibesübungen. Für Ärzte, Lehrer und Erzieher, Sportsleute, Turner und alle Freunde der Leibesübungen. Leipzig 1920.
- Arbeitshygiene, Arbeiterschutz. In: Leben und Gesundheit. Bd. I, hg. vom Deutschen Hygiene-Museum, Dresden 1924.
- Die Staublungenerkrankung (Pneumonokoniose) der Sandsteinarbeiter. 1927.
- Erste Hilfe in gewerblichen Betrieben. 1928.
- Die Bekämpfung der Tuberkulose im Freistaat Sachsen. 1929.
- Soziale Hygiene für Jedermann in 2 Büchern. 1931.